# 中間麗䲁
中間麗䲁（學名：Bellapiscis medius），為條鰭魚綱䲁形目三鰭䲁科麗䲁屬的一個種，分布於西南太平洋紐西蘭海域，為特有種，深度0至5公尺，本魚體短小強壯，頭大，三個背鰭，背鰭硬棘18-21枚、背鰭軟條10-14枚、臀鰭硬棘2枚、臀鰭軟條20-23枚，體長可達7.5公分，棲息在岩石潮間帶的潮池及湧浪區，以小型無脊椎動物、腹足類、藤壺為食，雌魚產附著性卵在藻類築的巢，雄魚會守護卵，幼魚為浮游性，生活習性不明。